# NGC 4179
NGC 4179 este o galaxie lenticulară situată în constelația Fecioara. A fost descoperită în 14 ianuarie 1784 de către William Herschel. Se află la o distanță de 16,22 megaparseci de Pământ.